# 헤리에스 폴
헤리에스 폴(Herieth Paul, 1994년 12월 14일 ~ )은 캐나다의 모델이다.